# قصابیه، ادلب
قصابیه (به عربی: القصابیة) یک روستا در سوریه است که در ناحیه خان شیخون واقع شده‌است. قصابیه ۶۵۰ نفر جمعیت دارد.